# Sideridis dalmae
Sideridis dalmae is een vlinder uit de familie uilen (Noctuidae). De wetenschappelijke naam is voor het eerst geldig gepubliceerd in 2010 door Simonyi.
De soort komt voor in Europa.